# Les Ayvelles
Les Ayvelles és un municipi francès situat al departament de les Ardenes i a la regió del Gran Est. L'any 2007 tenia 889 habitants.

## Demografia

### Població
El 2007 la població de fet de Les Ayvelles era de 889 persones. Hi havia 332 famílies de les quals 64 eren unipersonals (17 homes vivint sols i 47 dones vivint soles), 103 parelles sense fills, 135 parelles amb fills i 30 famílies monoparentals amb fills.
La població ha evolucionat segons el següent gràfic:
Habitants censats

### Habitatges
El 2007 hi havia 357 habitatges, 338 eren l'habitatge principal de la família, 2 eren segones residències i 16 estaven desocupats. 318 eren cases i 38 eren apartaments. Dels 338 habitatges principals, 247 estaven ocupats pels seus propietaris, 88 estaven llogats i ocupats pels llogaters i 3 estaven cedits a títol gratuït; 3 tenien una cambra, 8 en tenien dues, 34 en tenien tres, 86 en tenien quatre i 207 en tenien cinc o més. 274 habitatges disposaven pel capbaix d'una plaça de pàrquing. A 126 habitatges hi havia un automòbil i a 182 n'hi havia dos o més.

### Piràmide de població
La piràmide de població per edats i sexe el 2009 era:
| Homes | Edats   | Dones |
| ----- | ------- | ----- |
| 0     | 95 o +  | 0     |
| 4     | 90 a 94 | 4     |
| 4     | 85 a 89 | 8     |
| 12    | 80 a 84 | 4     |
| 8     | 75 a 79 | 20    |
| 4     | 70 a 74 | 8     |
| 16    | 65 a 69 | 20    |
| 20    | 60 a 64 | 12    |
| 12    | 55 a 59 | 12    |
| 24    | 50 a 54 | 36    |
| 44    | 45 a 49 | 52    |
| 40    | 40 a 44 | 20    |
| 56    | 35 a 39 | 32    |
| 24    | 30 a 34 | 32    |
| 4     | 25 a 29 | 8     |
| 12    | 20 a 24 | 4     |
| 24    | 15 a 19 | 44    |
| 12    | 10 a 14 | 40    |
| 40    | 5 a 9   | 24    |
| 24    | 0 a 4   | 4     |

## Economia
El 2007 la població en edat de treballar era de 588 persones, 456 eren actives i 132 eren inactives. De les 456 persones actives 428 estaven ocupades (225 homes i 203 dones) i 28 estaven aturades (10 homes i 18 dones). De les 132 persones inactives 33 estaven jubilades, 52 estaven estudiant i 47 estaven classificades com a «altres inactius».

### Ingressos
El 2009 a Les Ayvelles hi havia 343 unitats fiscals que integraven 942,5 persones, la mediana anual d'ingressos fiscals per persona era de 19.031 €.

### Activitats econòmiques
Dels 29 establiments que hi havia el 2007, 1 era d'una empresa extractiva, 2 d'empreses de fabricació de material elèctric, 1 d'una empresa de fabricació d'elements pel transport, 3 d'empreses de fabricació d'altres productes industrials, 3 d'empreses de construcció, 4 d'empreses de comerç i reparació d'automòbils, 4 d'empreses de transport, 3 d'empreses d'hostatgeria i restauració, 1 d'una empresa d'informació i comunicació, 3 d'empreses de serveis, 3 d'entitats de l'administració pública i 1 d'una empresa classificada com a «altres activitats de serveis».
Dels 6 establiments de servei als particulars que hi havia el 2009, 3 eren electricistes, 1 perruqueria, 1 veterinari i 1 restaurant.
L'únic establiment comercial que hi havia el 2009 era una botiga de mobles.
L'any 2000 a Les Ayvelles hi havia 6 explotacions agrícoles.

## Equipaments sanitaris i escolars
El 2009 hi havia una escola elemental.

## Poblacions més properes
El següent diagrama mostra les poblacions més properes.